# Összefüggések a háromszög oldalai és szögei között
A tétel azt állítja, hogy a háromszögben a legnagyobb oldallal szemközt van a legnagyobb szög. A tétel megfordítása is igaz, vagyis a legnagyobb szöggel szemközti oldal a legnagyobb.
A tétel a koszinusztétel egy változatának tekinthető.

## Tétel a háromszögek leghosszabb oldaláról
Minden háromszögben a legnagyobb oldallal szemben a legnagyobb szög van.
Bizonyítás:
Felhasználjuk, hogy egyenlő oldallal szemben egyenlő szögek vannak. Legyen {\displaystyle AC<BC}, {\displaystyle AC} szakaszt felmérjük {\displaystyle C}-ből {\displaystyle BC}-re, így kapjuk a {\displaystyle B'} pontot. {\displaystyle AB'C} háromszög egyenlő szárú, szögei {\displaystyle \delta }. {\displaystyle \delta <\alpha }, mert {\displaystyle AB'} szögszár a {\displaystyle CAB} szög belsejében halad. {\displaystyle \beta <\delta }, mert az {\displaystyle AB'B} háromszög {\displaystyle B'} csúcsánál lévő külső szöge. {\displaystyle \longrightarrow \beta <\alpha }.

## A tétel megfordítása
Minden háromszögben a legnagyobb szöggel szemben a legnagyobb oldal van.
Bizonyítás (indirekt módon):
{\displaystyle ABC} háromszögben legyen {\displaystyle \beta <\alpha }. Tegyük fel, hogy {\displaystyle AC<BC} nem igaz, azaz {\displaystyle AC\geq BC}. Ha így lenne, akkor vagy azonos szög vagy nagyobb szög lenne, de ez ellentmond a feltevésnek. Tehát rossz volt a {\displaystyle AC\geq BC} állítás, így {\displaystyle AC<BC}.

## A háromszög szögeinek kiszámítása oldalaiból
A koszinusztétel szerint tetszőleges háromszögben
{\displaystyle \cos \gamma ={\frac {a^{2}+b^{2}-c^{2}}{2ab}}}
A γ szög szinusza:
{\displaystyle \sin \,\gamma \ ={\frac {\sqrt {\left(a+b+c\right)\left(-a+b+c\right)\left(a-b+c\right)\left(a+b-c\right)}}{2ab}}}
A szinuszos képlet alkalmazása esetén figyelembe kell venni, hogy a háromszögben a nagyobb szöggel szembeni oldal nagyobb.